# 南極海峽
南極海峽（英語：Antarctic Sound）是南極半島北端與茹安維爾群島之間的水道，長30英里（50）、寬7至12英里（11至19）。此海峽於1902年由奧托·努登舍爾德在瑞典南極遠征時以南極號探險船命名。